# Мариничи (Черновицкая область)
Мари́ничи (укр. Мариничі) — село в Усть-Путильской сельской общине Вижницкого района Черновицкой области Украины.
До 2020 года входило в Путильский район
Расположено на правом берегу реки Черемош.
На берегу Черемоша рядом с селом имеется геологический памятник природы — камень «Жаба».
Население по переписи 2001 года составляло 543 человека. Почтовый индекс — 59112. Телефонный код — 3738. Код КОАТУУ — 7323582501.